# Guacetisal
Guacetalu là một loại thuốc đã được sử dụng để điều trị các bệnh viêm đường hô hấp. Về mặt hóa học, nó là một ester do sự kết hợp của aspirin và guaiacol.